# 시테 솔레이

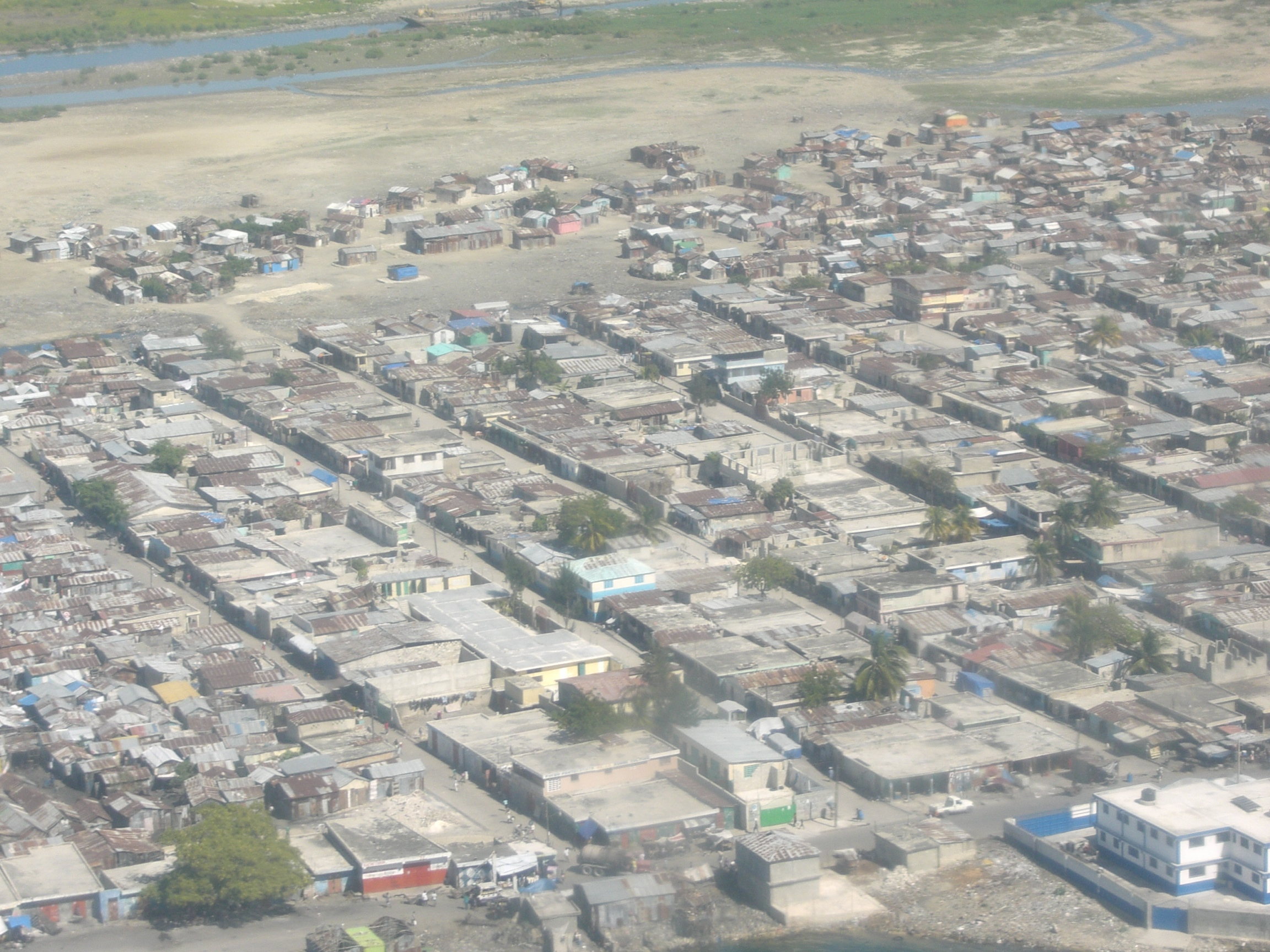

시테 솔레이(Cité Soleil, 아이티 크리올어: Site Solèy, 영어: Sun City)은 아이티의 포르토프랭스 대도시 지역에 위치한 극도로 가난하고 인구 밀도가 높은 코뮌이다. 시테 솔레이는 원래 판자촌으로 개발되어 약 200,000~400,000명의 주민이 거주하는 도시로 성장했으며, 이들 중 대다수는 극심한 빈곤 속에 살고 있다. 이 지역은 일반적으로 서반구에서 가장 가난하고 가장 위험한 지역 중 하나로 간주되며 북반구에서 가장 큰 빈민가 중 하나이다. 이 지역에는 하수도가 거의 없으며 하수 시스템 역할을 하는 제대로 관리되지 않은 개방형 운하 시스템, 공식 사업체는 거의 없지만 지역 상업 활동 및 기업이 많으며, 산발적이지만 대부분 전기 요금이 지불되지 않으며, 몇 개의 병원 및 2개의 공립 학교가 있다.
2007년까지 수년 동안 이 지역은 각자 자신의 구역을 통제하는 수많은 갱단에 의해 지배되었다. 2007년 초 유엔 아이티 안정화 사절단(MINUSTAH)이 현지 주민들이 참여하는 일련의 작전을 수행한 후 정부 통제가 다시 확립되었다. 2010년 엄청난 지진이 발생한 후, 구호품이 시테 솔레이에 도착하는 데 거의 2주가 걸렸다.